# ヤナ＝オイミャコン高地
ヤナ＝オイミャコン高地 (ロシア語: Яно-Оймяконское нагорье; サハ語: Дьааҥы хаптал хайалара)あるいは単にオイミャコン高地 (ロシア語: Оймяконское нагорье)は、ロシア極東連邦管区のサハ共和国、ハボロフスク地方、マガダン州にまたがる山地。名はヤナ川とオイミャコンに由来する。
ヤクート人が文化的に重要視しているキシリャフが各地で見られる。

## 地理
ヤナ＝オイミャコン高地は東シベリア高地に属し、西はベルホヤンスク山脈の南端に、南西はに、北東はチェルスキー山脈に囲まれている。主な特色として、北西の広大なヤナ台地、中部のエリギ台地、南東のオイミャコン台地が挙げられる。高地の中にはクイドゥスンの集落やアガルキン山間盆地、またネリゲシン山脈やティレフチャフ山脈などといった中高度の山脈がある。
平均的な高度は、ヤナ川上流域を境に北西方では300メートル (980 ft)から700メートル (2,300 ft)、南東方のオイミャコン台地では1,400メートル (4,600 ft)から1,500メートル (4,900 ft)である。各峰の山頂は 2,000メートル (6,600 ft)程度に達する。
気候は全体的に過酷で冬の気温が低く、人の居住は極めてまばらである。主要都市はオイミャコンとベルホヤンスクで、後者はヤナ＝オイミャコン高地の北西端に近い。

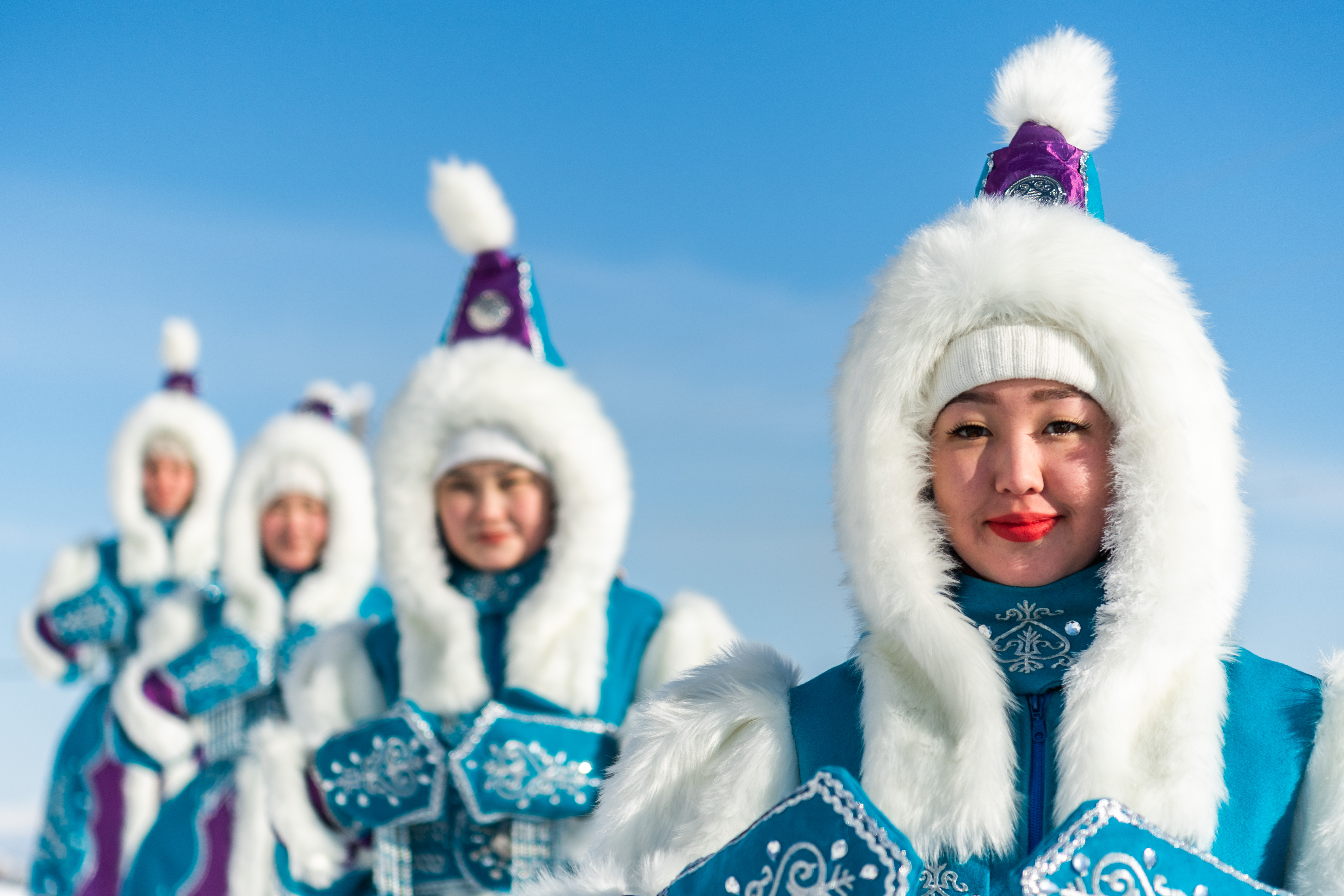
オイミャコンの住民

## 河川
ヤナ＝オイミャコン高地の北西部をヤナ川が流れている。おもな支流は、ブィタンタイ川、ドゥルガラフ川、サルタンク川、アドィチャ川、ボルラフ川、ネリゲセ川、デルベケ川、チャルクィ川が挙げられる。またそれらとは別に、西方レナ平野を流れるトンポ川の右岸支流であるデリニャ川が高地中央部から西方へ流れている他、高地の南東方ではインディギルカ川が流れており、主な支流にトゥオラ＝ウリャフ川、クイドゥスン川、キュエンチャ川、エリギ川が挙げられる。

## 植生
高地の山脈の低斜面にはカラマツ属のタイガが広がっており、南方斜面の一部にはステップがみられる。山頂部には高山ツンドラが広がっている。山間盆地の氾濫原にはヤナギやポプラが生えている場合もある。